# 須藤ゆみ
須藤 ゆみ（すどう ゆみ、3月31日 - ）は、関東地方を拠点に活動する日本のフリーアナウンサー、講師。

## 来歴
群馬県高崎市出身。城西大学女子短期大学部（現・城西短期大学）、専門学校東京アナウンス学院放送アナウンス科卒業。
学生時代からケーブルテレビの番組に出演し、1998年からはラジオパーソナリティ、声優、ナレーターとしても活動。当時の所属事務所はジョイスタッフで、後にオフィスアールへ移籍した。
2006年4月1日、同日午後に入籍したことを自身のブログで公表。それまで埼玉県に2年、東京都に10年住んで活動していたが、入籍翌年の2007年9月に故郷の高崎市へ転居した。以後は東京での仕事も受けつつ、FMぐんまの番組を中心に活動している。
その後、2009年に整理収納アドバイザー1級資格を取得。2010年に長女を出産した後には、あな吉手帳術の講師資格も取得した。以後は群馬県内・東京都内各地で、出張形式のカルチャーセミナー「夢育カルチャー教室」を開いている。2017年4月7日には、朝日新聞出版から著書『フセンと手帳で今度こそ、家が片づく』が発売された。

## 担当番組
公式ブログの「出演歴」に記載されているデータのうち、須藤が「私にとっての代表番組です」と発言している番組（太字強調されているもの）を記載。

### テレビ番組
- MLBキッズ・パーク（フジテレビ） - マスコットキャラクター担当声優[9]、ナレーター
- 獏さんのひゅーまんテレビ（テレビ東京） - 司会、リポーター、ナレーター
- 高校サッカー速報（日本テレビ） - ナレーター
- MTVガールズコレクション（MTV） - ナレーター
- ふれあいステーション（ケーブルネット埼玉） - キャスター、リポーター
- シネマ★タクシー（ムービープラス） - ナレーター

### ラジオ番組
- ウィークエンド・パドック（ラジオたんぱ → ラジオNIKKEI） - パーソナリティ
- TSS ターフサウンドステーション（東京競馬場ほか競馬場内ミニFM） - パーソナリティ
- グリーンウェーブ（東京競馬場ほか競馬場内ミニFM） - パーソナリティ
- 週刊競馬ファクトリー[2]（USEN440） - パーソナリティ
- site9-11（FMぐんま） - パーソナリティ（2010年1月まで約8年間）
- ウィルホーム なちゅらスタイル（FMぐんま） - パーソナリティ（2009年12月 - 2013年3月）

## ディスコグラフィ
すべて公式ブログの「出演歴」に記載されているデータからの参考。
- 椿色のプリジオーネ（ミンク）エンディングテーマ「Feeling Blue」
- プリンセスナイツ（ミンク）テーマソング「眠らない森」
- リアライズ・ミー（ミンク）テーマソング
- フォーリン・ラブ・アゲイン（自主制作CD）
- 夢は遠く彼方へ（自主制作CD）

## 執筆
こちらも、すべて公式ブログの「出演歴」に記載されているデータからの参考。

### 寄稿
- WOoooo! B組（サン出版）
- TOKYO★一週間（講談社）
- 競馬の達人（光文社）
- 週刊プレイボーイ（集英社）
- 週刊大衆（双葉社）

### 著書
- 癒しちゃうぞ！（自費出版）
- 女子アナの穴。（自費出版）
- フセンと手帳で今度こそ、家が片づく（発売：2017年4月7日 / 発行：2017年6月10日 / 監修：浅倉ユキ（あな吉手帳術考案者） / 発行所：朝日新聞出版 / ISBN 978-4-02-333144-0）